# كأس الاتحاد الإنجليزي 1930–31
كأس الاتحاد الإنجليزي 1930–31 (بالإنجليزية: 1930–31 FA Cup)‏ هو الموسم 56 من  كأس الاتحاد الإنجليزي. أقيم خلال الفترة 6 سبتمبر 1930 وحتى 25 أبريل 1931، والذي يشرف على تنظيمه الاتحاد الإنجليزي لكرة القدم، وفاز فيه وست بروميتش ألبيون.